# سوبتسو، هوکایدو
سوبتسو، هوکایدو (به لاتین: Sōbetsu, Hokkaido) یک منطقهٔ مسکونی در ژاپن است که در Iburi Subprefecture واقع شده‌است. سوبتسو ۳٬۰۴۶ نفر جمعیت دارد.